# Decenija
Decenija (с серб. — «Десятилетие») — одиннадцатый студийный альбом сербской певицы Светланы «Цецы» Ражнатович, выпущенный в 2001 году на лейблах Grand Production и City Records.

## Предыстория и релиз
Это был первый альбом после двухлетнего перерыва, записанный Светланой после смерти её мужа Аркана в 2000 году. За время хиатуса выша серия сборников Ceca Hitovi. Летом 2001 года певица возвращается в студию звукозаписи. К работе над новым альбомом были привлечены Лилиана Йоргованович и Марина Туцакович (в качестве авторов стихов) и Александар Милич (в качестве автора музыки и аранжировщика), которые работали со Светланой и над предыдущим альбомом. На новой пластинке, помимо привычного турбо-фолка, можно услышать техно и латино. Песни на альбоме в основном связанны с темой переживания, утраты, несчастной любви. Песня «Dragane moj» посвящена Аркану.
Альбом был выпущен в Югославии 15 октября 2001 года. Продажи пластинки через месяц превышали уже 270 000 копий. На сегодняшний день продано более 550 000 копий альбома, это один из самых продаваемых альбомов в истории Сербии и самый продаваемый альбом лейбла Grand Production.
В поддержку альбома певица отправилась в тур по городам Европы, самый массовый концерт прошёл в столице Сербии Белграде, там присутствовало более 70 тысяч человек.
В 2020 году альбом был переиздан в цифровом формате лейблом Ceca Music.

## Участники записи
Музыканты
- Светлана Ражнатович — вокал
- Александар Милич — бэк-вокал
- Александр Радулович — бэк-вокал
- Драган Ковачевич — бэк-вокал, клавишные, аккордеон
- Ивана Косич — бэк-вокал
- Драган Иванович — акустическая гитара, электрогитара
- Ивица Максимович — бузуки, электрогитара
- Марко Милимоевич — ударные
- Ненад Гайин Цоца — электрогитара
- Ивица Мит — саксофон, кларнет, фагот
- Драган Ристовски — труба

Технический персонал
- Александар Милич — продюсирование, аранжировка
- Джордже Янкович — продюсирование, аранжировка, сведение
- Драган Иванович — аранжировка
- Драган Ковачевич — аранжировка
- Марко Милимоевич — аранжировка
- Драган Вукичевич — сведение
- Драган Сухарт — дизайн
- Деян Миличевич — фото

## Список композиций
| №                   | Название            | Текст песни                                            | Музыка              | Длительность |
| ------------------- | ------------------- | ------------------------------------------------------ | ------------------- | ------------ |
| 1.                  | «Zabranjeni grad»   | Лилиана Йоргованович, Марина Туцакович                 | Александар Милич    | 4:47         |
| 2.                  | «Brže, brže»        | Лилиана Йоргованович, Марина Туцакович                 | Александар Милич    | 3:42         |
| 3.                  | «39,2»              | Лилиана Йоргованович, Марина Туцакович                 | Александар Милич    | 4:56         |
| 4.                  | «Dragane moj»       | Лилиана Йоргованович, Марина Туцакович, Добринко Попич | Александар Милич    | 3:51         |
| 5.                  | «Zadržaću pravo»    | Лилиана Йоргованович, Марина Туцакович                 | Александар Милич    | 4:13         |
| 6.                  | «Bruka»             | Лилиана Йоргованович, Марина Туцакович                 | Александар Милич    | 3:20         |
| 7.                  | «Batali»            | Лилиана Йоргованович, Марина Туцакович                 | Александар Милич    | 3:55         |
| 8.                  | «Decenija»          | Лилиана Йоргованович, Марина Туцакович                 | Александар Милич    | 4:38         |
| 9.                  | «Tačno je»          | Лилиана Йоргованович, Марина Туцакович                 | Фивос               | 4:36         |
| 10.                 | «Nemoj mi prići»    | Лилиана Йоргованович, Марина Туцакович, Добринко Попич | Александар Милич    | 4:55         |
| Общая длительность: | Общая длительность: | Общая длительность:                                    | Общая длительность: | 42:49        |

Сэмплы
- «Zadržaću pravo» содержит сэмпл из песни «Elbette» турецкой певицы Джандан Эрчетин (2000).
- «Tačno je» содержит сэмпл из песни «Klinome» греческой певицы Деспины Ванди (1999).

## Рейтинги
| Год  | Издание          | Рейтинг                             | Позиция | Ист.  |
| ---- | ---------------- | ----------------------------------- | ------- | ----- |
| 2018 | Leskovačke Vesti | 50 лучших фолк-альбомов всех времён | 41      | [ 6 ] |